# Руновы
Руновы — дворянский род.
Определением Герольдии от 24 февраля 1848 года, утверждено постановление С.-Петербургского дворянского депутатского собрания от 22 января того же года, о внесении во вторую часть дворянской родословной книги поручика Алексея Ивановича Рунова, с женой Надеждой Степановной и сыновьями Михаилом и Константином, по чину поручика, полученному им 25 января 1836 года.

## Описание герба
В золотом щите чёрное руно (гласный герб) с серебряными глазами, языком, рогами, копытами, повешенное на червлёной ленте. В лазоревой главе щита накрест два серебряных меча рукоятками вниз.
Над щитом дворянский шлем с короной. Нашлемник: рука в золотой одежде с чёрным обшлагом и червлёной перевязью, вытянутая вверх, держит серебряный меч. Намёт: справа — чёрный с золотом, слева — лазоревый с серебром.
Герб Рунова внесён в Часть 13 Общего гербовника дворянских родов Всероссийской империи, стр. 96.